# Adverbe multiplicatif
Ne doit pas être confondu avec Adverbe ordinal.
Les adverbes multiplicatifs ou cardinaux multiplicatifs permettent d'indiquer une répétition.
Ils existent par exemple en latin, où ils sont, dans l'ordre :

## Premiers adverbes multiplicatifs latins
- 1 semel : « une [seule] fois »[1]
- 2 bis : « deux fois », « double »
- 3 ter : « trois fois », « triple »
- 4 quater : « quatre fois », « quadruple »
- 5 quinquies : etc.
- 6 sexies
- 7 septies
- 8 octies
- 9 nonies
- 10 decies
- 11 undecies
- 12 duodecies
- 13 ter decies / terdecies
- 14 quater decies / quaterdecies
- 15 quinquies decies / quindecies
- 16 sexies decies / sedecies / sexdecies
- 17 septies decies / septdecies
- 18 duodevicies / octies decies / octodecies
- 19 undevicies / novies decies / novodecies
- 20 vicies
- 24 quatervicies
- 25 vicies quinquies / quinvicies
- 28 duodetricies
- 29 undetricies
- 30 tricies
- 39 undequadragies
- 40 quadragies
- 49 undequinquagies
- 50 quinquagies
- 59 undesexagies
- 60 sexagies
- 69 undeseptuagies
- 70 septuagies
- 79 und(e)octogies
- 80 octogies
- 89 undenonagies
- 90 nonagies
- 99 undecenties
- 100 centies
- 200 ducenties
- 300 trecenties
- 400 quadringenties
- 500 quingenties
- 600 sescenties
- 700 septingenties
- 800 octingenties
- 900 noningenties
- 1000 millies
- 2000 bis millies

En anglais, on utilise couramment once (« une fois ») et twice (« deux fois ») ; thrice (« trois fois »).